# Flagge des Australian Capital Territory

Seitenverhältnis 1:2

Die Flagge des Australian Capital Territory (ACT) unterscheidet sich merklich von jenen der australischen Bundesstaaten, da sie keine Variante der britischen Blue Ensign ist. Sie weist die Stadtfarben von Canberra auf, Blau und Gold (diese entsprechen auch den heraldischen Farben Australiens).
Auf dem blauen Feld am Liek ist in Blau das Kreuz des Südens abgebildet, in der Mitte des goldenen Flugteils das modifizierte Wappen des Australian Capital Territory bzw. der Stadt Canberra. Die exakten Farbtöne sind Pantone 123 oder PMS 116 (Gold) sowie Pantone 293 oder PMS 287 (Blau).
Obschon das ACT seit 1911 besteht und 1989 das Recht zur Selbstverwaltung erhielt, besaß es keine eigene Flagge. Der Legislativrat beschloss deshalb die Einführung. 1988 und 1992 wurden Gestaltungswettbewerbe durchgeführt. Siegreich war schließlich der Entwurf von Ivo Ostyn, der vom Aussehen her an die Flagge des Northern Territory erinnert. Die Australian Capital Territory Legislative Assembly, der Legislativrat, führte die Flagge 1993 ein.